# Trafikverksskolan

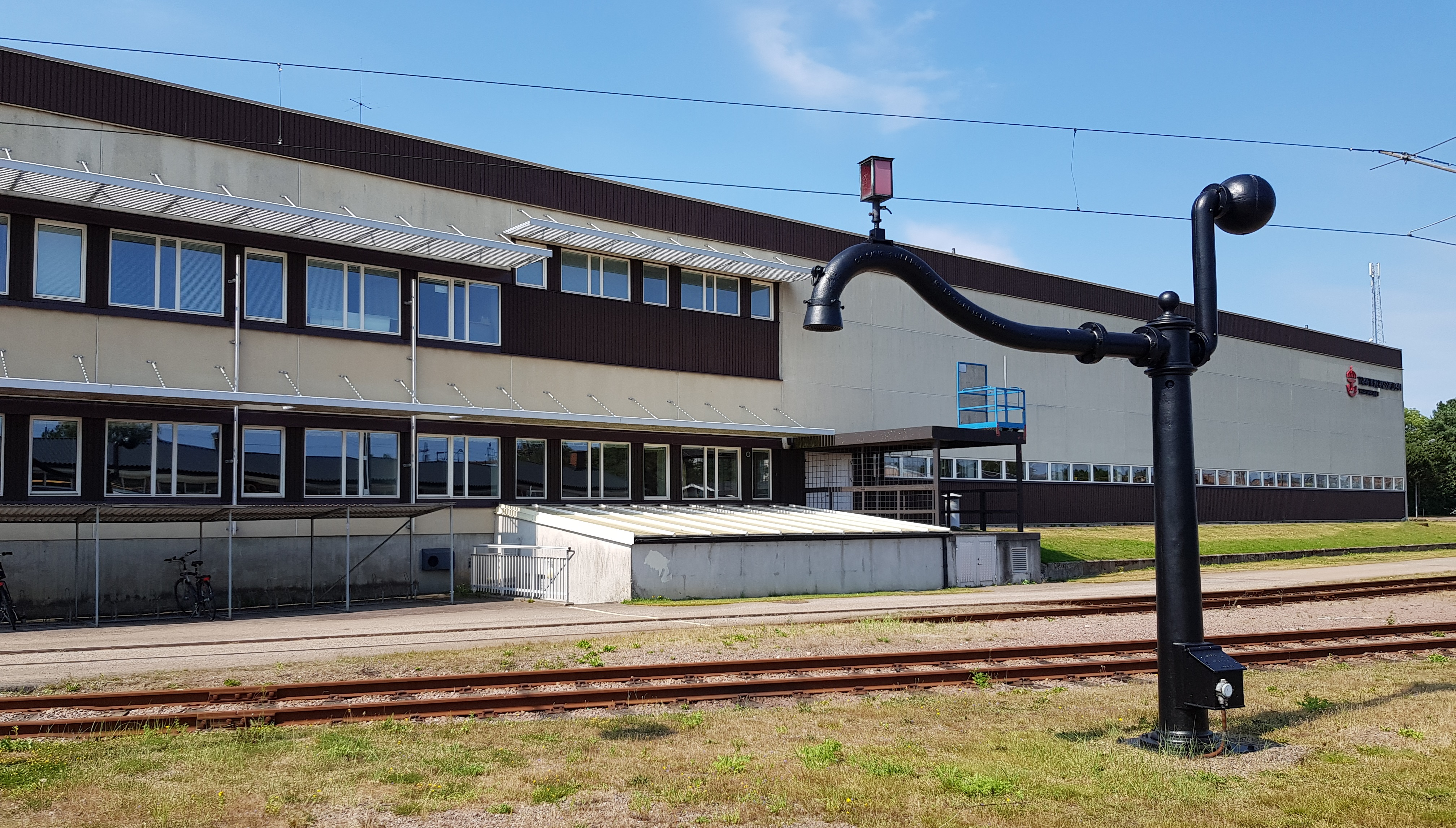
Trafikverksskolan i Ängelholm.

Trafikverksskolan (tidigare Järnvägsskolan, SJ-skolan och Banskolan) är Trafikverkets utbildningsenhet och ledande utbildare inom infrastruktursektorn. Årligen utbildas närmare 10 000 kursdeltagare runt om i Skandinavien och i Ängelholm. Trafikverksskolan har även ett stort utbud digitala utbildningar inom väg- och järnväg.
På huvudkontoret i Ängelholm finns en tre kilometer stor övningsanläggning för järnväg. Här utbildas allt från morgondagens lokförare, järnvägstekniker och järnvägsingenjörer till privata järnvägsentreprenörer.

## Historik
Trafikverksskolan etablerades 1955 som Järnvägsskolan av Statens järnvägar som en intern utbildningsenhet, till en början för skolning av reparatörer för diesellok i lokstationens lokaler. och har tidigare haft namnen Banskolan, SJ-skolan och Järnvägsskolan. Efter hand spreds utbildningsverksamheten till andra orter i Skåne som Harlösa, Revingehed och Sandåkra, för att så småningom åter koncentreras till Ängelholm. Grundare och chef under åren 1955-79 var Harald Lundberg. Efter Banverkets, och senare Trafikverkets, övertagande som huvudman har utbildningen utvidgats med vägutbildningar och ger utbildningar för hela järnvägsbranschen i Skandinavien. 1 januari 2016 bytte Järnvägsskolan namn till Trafikverksskolan. Anledningen till bytet var att man omorganiserades och fick på samma vis ett större ansvar att bedriva utbildningar till Trafikverket och konsultföretag.
Nuvarande skolchef (2018) är Tony Helm.